# Johannes Eusebius Voet
Johannes Eusebius Voet  (Dordrecht, 24 januari 1706 – Den Haag, 28 september 1778) was een Nederlands dichter, dokter en entomoloog.

## Leven en werk
Voet werd in Dordrecht geboren als zoon van Carel Burchat Voet, die behalve schilder (aan het hof van de hertog van Portland) óók entomoloog was. Johannes Voet studeerde in Deventer en Leiden, waar hij in 1725 promoveerde. Daarna vestigde hij zich als arts in Dordrecht. In 1744 publiceerde Voet zijn eerste literaire werk, Stichtelyke gedichten en gezangen.

## Psalmen
Zijn grootste bekendheid dankt Voet aan zijn vertaling van de Psalmen. In 1764 publiceerde hij zijn vertaling (Het boek der Psalmen, nevens de gezangen, bij de Hervormde Kerk in gebruik). Zeven jaar later werden 82 van die vertalingen opgenomen in de Psalmberijming van 1773.

## Insecten
Naast zijn liefde voor de literatuur en de Bijbel, was Voet speciaal geïnteresseerd in insecten. Hij maakte een torrencatalogus, Catalogus Systematicus Coleopterorum. 

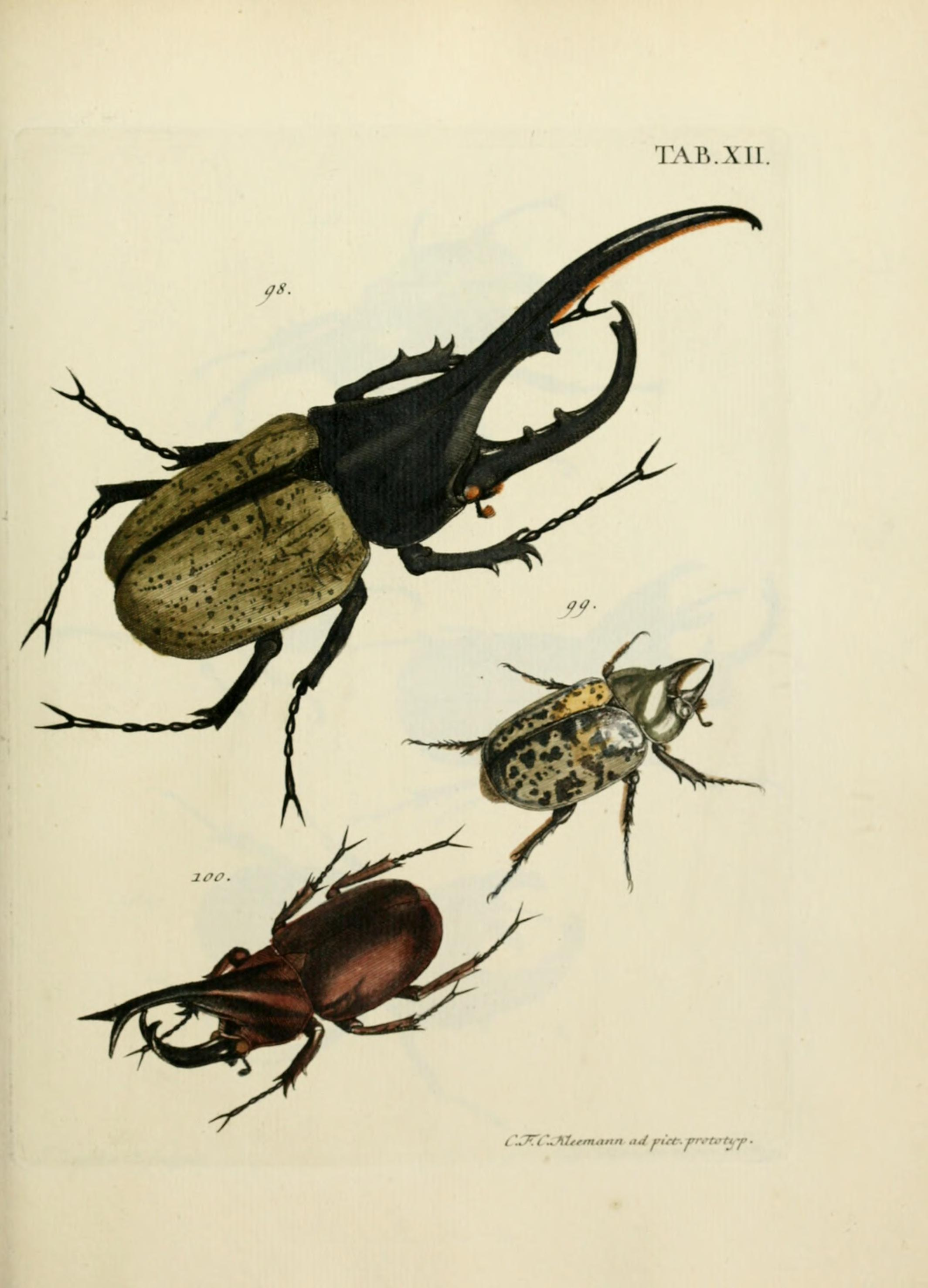
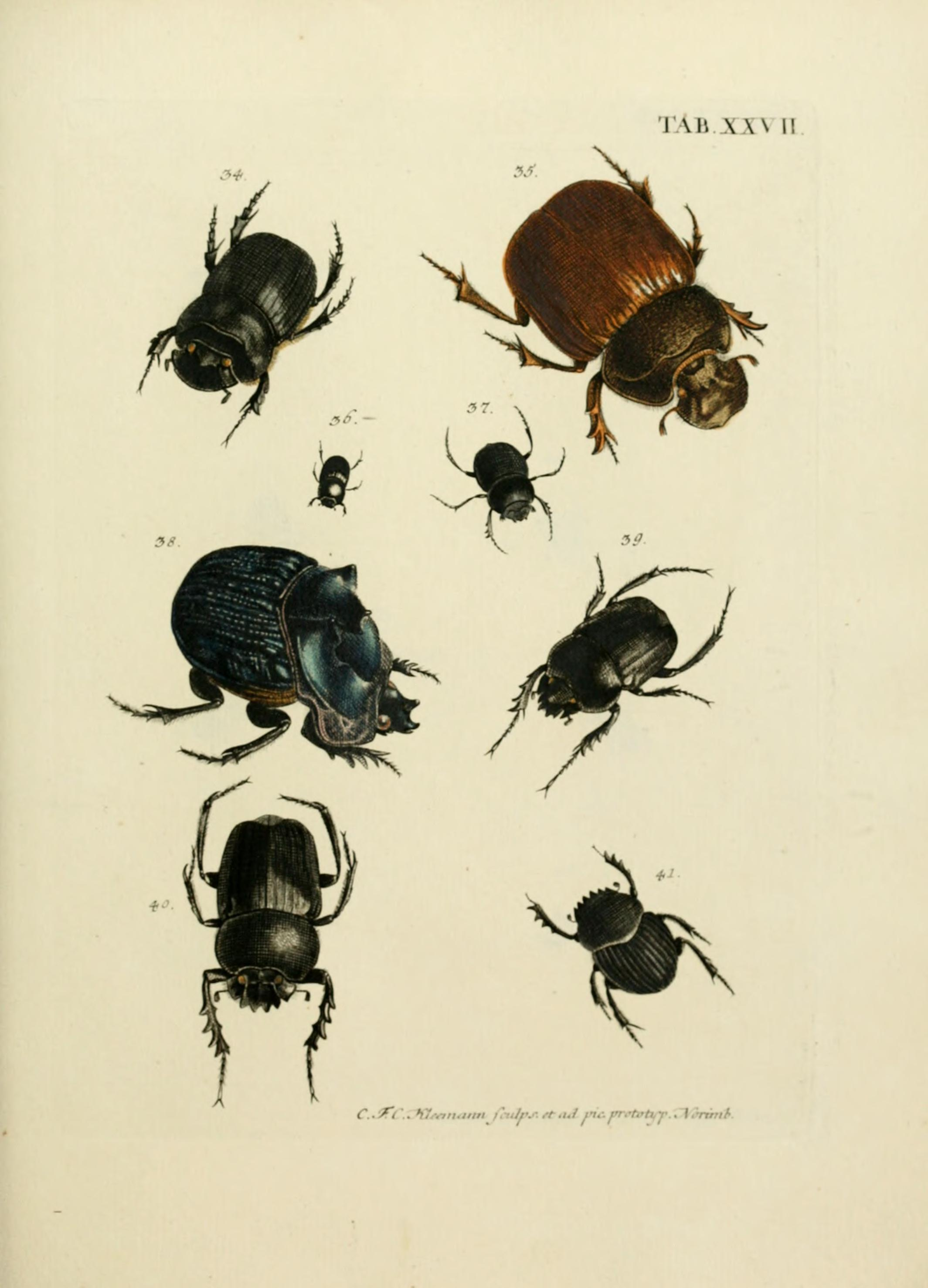
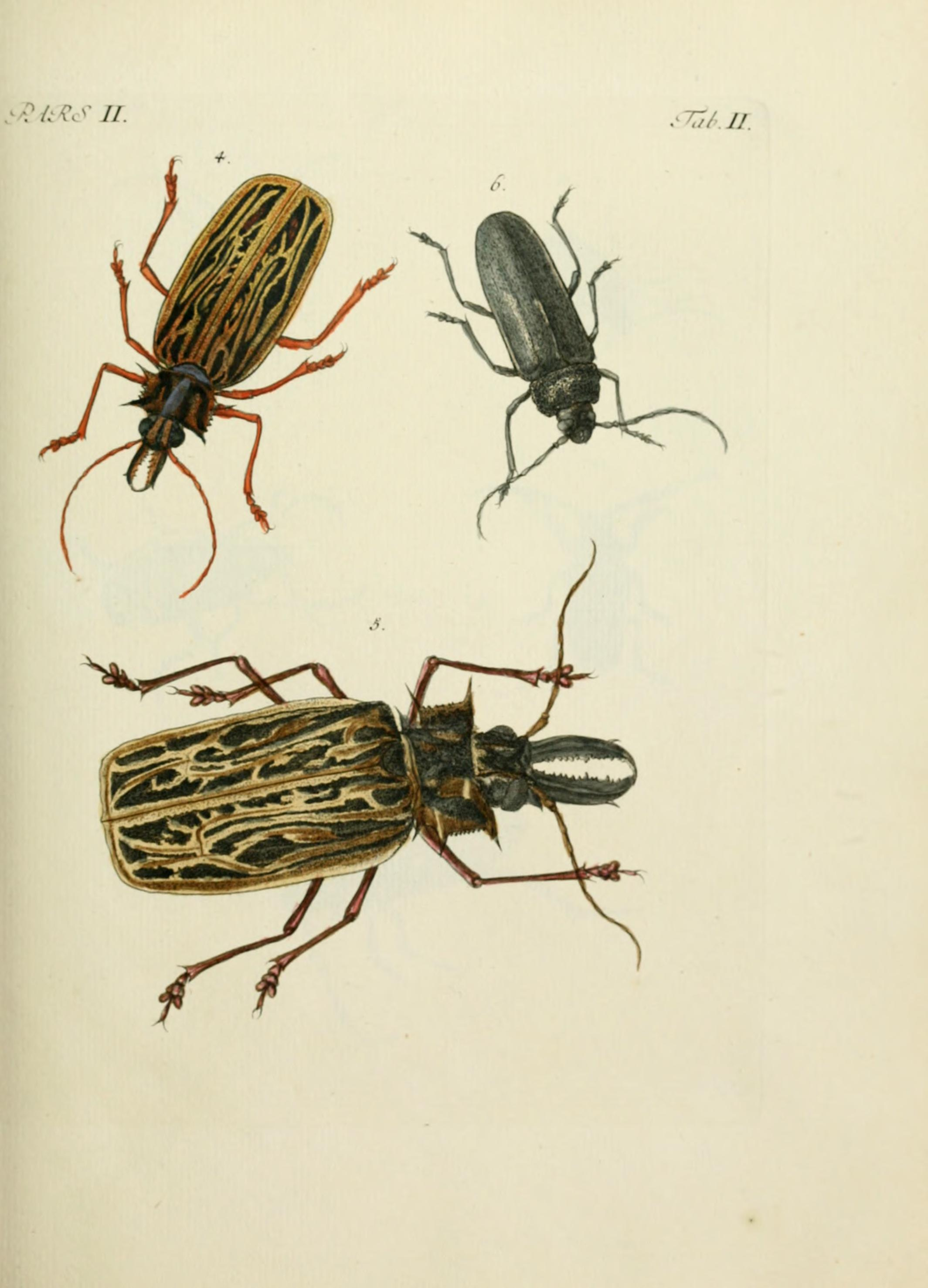
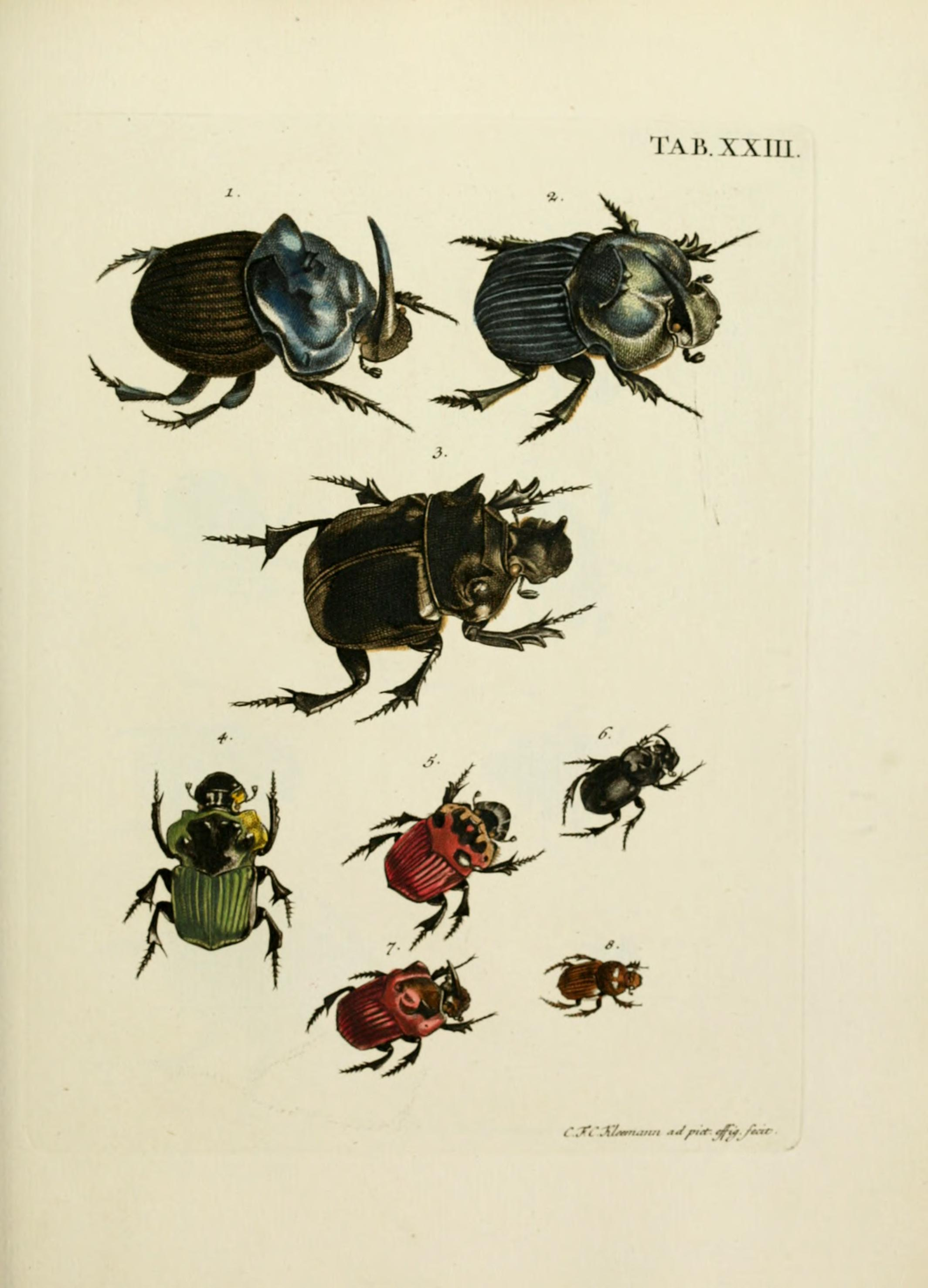